# Velinga socken
Velinga socken i Västergötland ingick i Vartofta härad, ingår sedan 1974 i Tidaholms kommun och motsvarar från 2016 Velinga distrikt.
Socknens areal är 46,11 kvadratkilometer varav 45,87 land. År 2000 fanns här 264 invånare. Den tidigare kungsgården Ettak med Ettaks kyrkoruin, en del av tätorten Madängsholm samt kyrkbyn Velinga med sockenkyrkan Velinga kyrka ligger i socknen.

## Administrativ historik
Socknen har medeltida ursprung. 1691 införlivades Ettaks socken.
Vid kommunreformen 1862 övergick socknens ansvar för de kyrkliga frågorna till Velinga församling och för de borgerliga frågorna bildades Velinga landskommun. Landskommunen uppgick 1952 i Hökensås landskommun som 1974 uppgick i Tidaholms kommun. Församlingen uppgick 2010 i Hökensås församling.
1 januari 2016 inrättades distriktet Velinga, med samma omfattning som församlingen hade 1999/2000.  
Socknen har tillhört län, fögderier, tingslag och domsagor enligt vad som beskrivs i artikeln Vartofta härad. De indelta soldaterna tillhörde Skaraborgs regemente Kåkinds kompani.

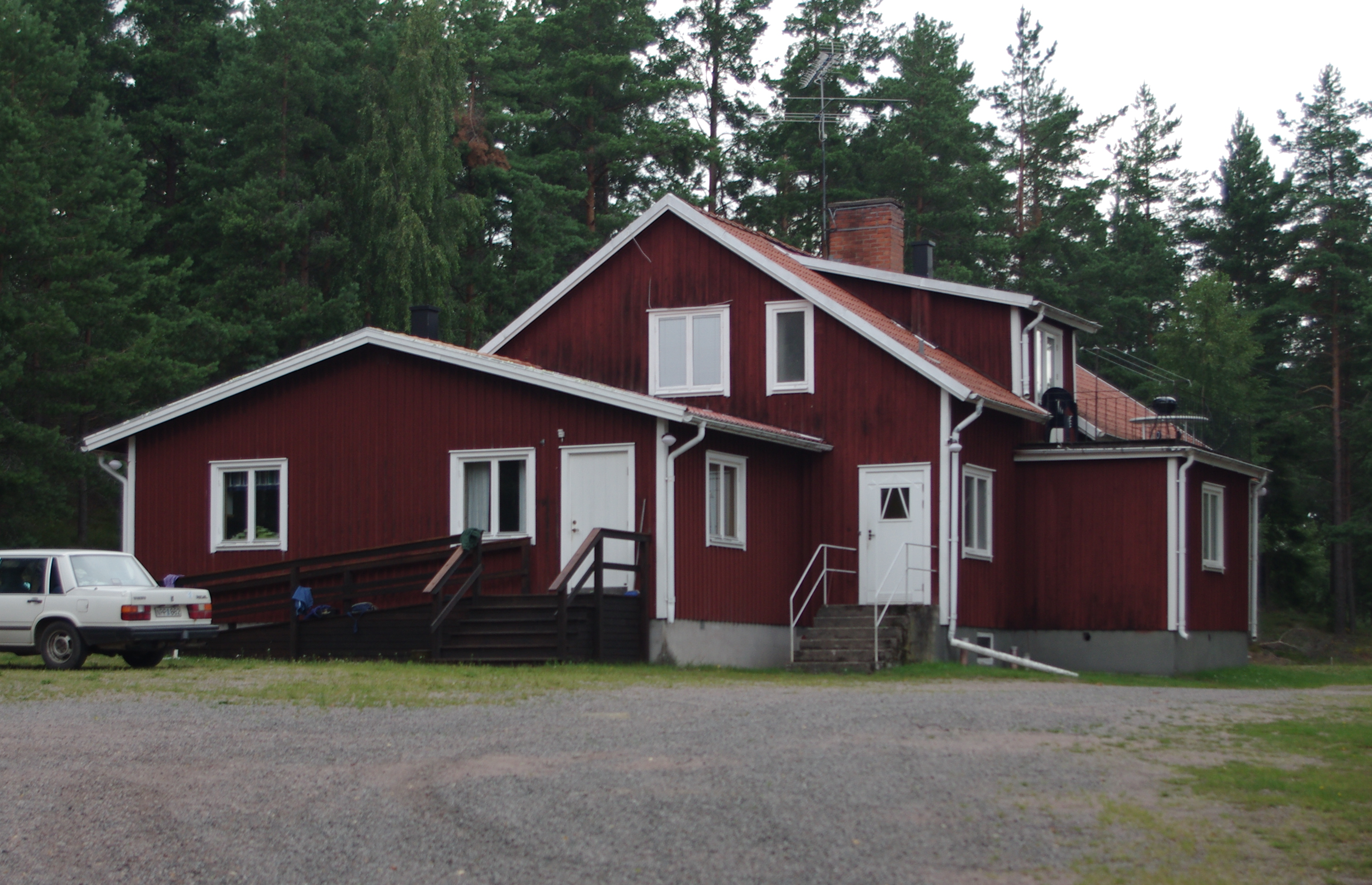
Bygdegården.

## Geografi
Velinga socken ligger sydost om Tidaholm med Hökensås i öster och Tidan i väster. Socknen är en odlingsbygd i väster och i öster en skogsbygd med höjder som på Hökensås når 340 meter över havet.

## Fornlämningar
Från bronsåldern finns gravrösen. Från järnåldern finns sex gravfält, stensättningar, domarringar samt en rest av en skeppssättning vid Ettak. En runsten har påträffats. Från medeltiden finns Ettaks kyrkoruin.

## Namnet
Namnet skrevs 1225 Widlungum och kommer från kyrkbyn. Förleden innehåller vidher, 'skog'. Efterleden kan innehålla lung, 'sand- eller grusås; sandås, grusås' alternativt kan det innehålla en inbyggarbeteckning inge/unge.
Namn skrevs före 1940 Velinge socken.